# Roi
Pour les articles homonymes, voir ROI.
Pour les articles ayant des titres homophones, voir Roy et Roa.
 (mars 2016).
Si vous disposez d'ouvrages ou d'articles de référence ou si vous connaissez des sites web de qualité traitant du thème abordé ici, merci de compléter l'article en donnant les références utiles à sa vérifiabilité et en les liant à la section « Notes et références ».

Louis XIV, roi de France et de Navarre.

Un roi, au féminin une reine, est une personne qui exerce la royauté, qu’elle soit absolue, constitutionnelle ou élective.
Un roi peut aussi être une femme : Hedwige se trouva sacrée roi [sic] de Grande-Pologne en 1384, et Beatrix était officiellement « roi » des Pays-Bas, le titre de « reine » étant alors réservé à l'épouse du roi.

## Rôle
À l'époque de l'Empire romain, un roi (Rex) est le chef reconnu par Rome d'un peuple intégré à l'empire ou voisin de celui-ci. Souvent le Rex a été investi ou imposé à une population jugée peu évoluée ou hostile à l'empire sans qu'il y ait hérédité ou élection. Plus tard pour les chancelleries byzantine ou pontificale le roi est celui qui dans un peuple joue de facto un rôle prééminent, le pape ou l'empereur pouvant lui conférer une dignité interne à la hiérarchie traditionnelle de l'empire (comte, consul etc.).
Le roi a principalement un rôle de conservation autoritaire de l'ordre social, associant les fonctions de premier juge, de chef de guerre et de garant de la cohésion d’une société. Il est extérieur aux ordres, aux partis ou aux classes sociales qu'il a pour fonction de maintenir en équilibre. Ainsi, en France, le roi n'appartenait ni au clergé, ni à la noblesse, ni aux intérêts économiques, et ne représentait spécifiquement aucune de ces forces.
D'ailleurs, la notion de roi associe des pouvoirs politiques et sacrés, mais pas les pouvoirs religieux — qui restent du domaine de prêtres, de mages ou de sorciers —, ni le pouvoir de faire ou de changer la loi et les coutumes. En sciences politiques, le terme générique qui est utilisé pour désigner le premier magistrat d'un État est plutôt prince, qu'il soit roi ou président élu.
Par ailleurs, le rôle du roi n'est pas nécessairement associé à un pouvoir monarchique : il peut y avoir des rois particuliers. Dans ce cas, les Romains et les Gaulois avaient deux termes : rex et regulus, correspondant aux grands rois et aux rois locaux. Il y a aussi eu des rois de communautés, des rois de métiers (le roi des merciers), des « rois de la jeunesse » élus chaque année dans un village, ou simplement pour une fête ou un bal.

## Désignation

### En Europe
Si dans la plupart des cas en Europe, le roi est désigné de manière héréditaire dans une dynastie, il peut aussi être désigné par une élection, par exemple dans le cadre d'une monarchie élective.

### En Afrique
En Afrique, on parle aussi de rois pour des gouverneurs de régions, de clans ou même de villages. Les princes ou les princesses de sang royal succèdent au leader traditionnel après leur départ. Ils sont désignés parfois avant que « le roi ne dorme au côté de ses ancêtres ». Certains rois ont marqué l'histoire de l'Afrique, comme Chaka .

## Étymologie
Le mot roi (orthographié « roy » jusqu'à la rectification orthographique de 1740) est un terme qui est formé sur le radical indo-européen *rig que l'on retrouve par exemple en latin (rex), en celtique (rix, par exemple Ambiorix) ou en germanique (rik) dérivant des précédents puisque le terme proto-germanique est kuninggaz, et qui désigne la personne qui exerce la royauté.

## Symboles de la royauté

### France
En France, comme chez beaucoup d'autres peuples, les attributs de la royauté servant au sacre, appelés regalia, sont la couronne, le sceptre, la main de justice, l'orbe, l'épée, le manteau, les cheveux longs, le trône, le discours à la troisième personne, l'absence de vie et de propriété privées, etc.

## Régence
Quand un roi en titre est hors d'état d'exercer ses fonctions (en raison de son jeune âge, par exemple), le pouvoir temporel peut être exercé par un régent. Un interroi peut occuper le pouvoir en l'absence d’un souverain légitime.

## Autres dénominations

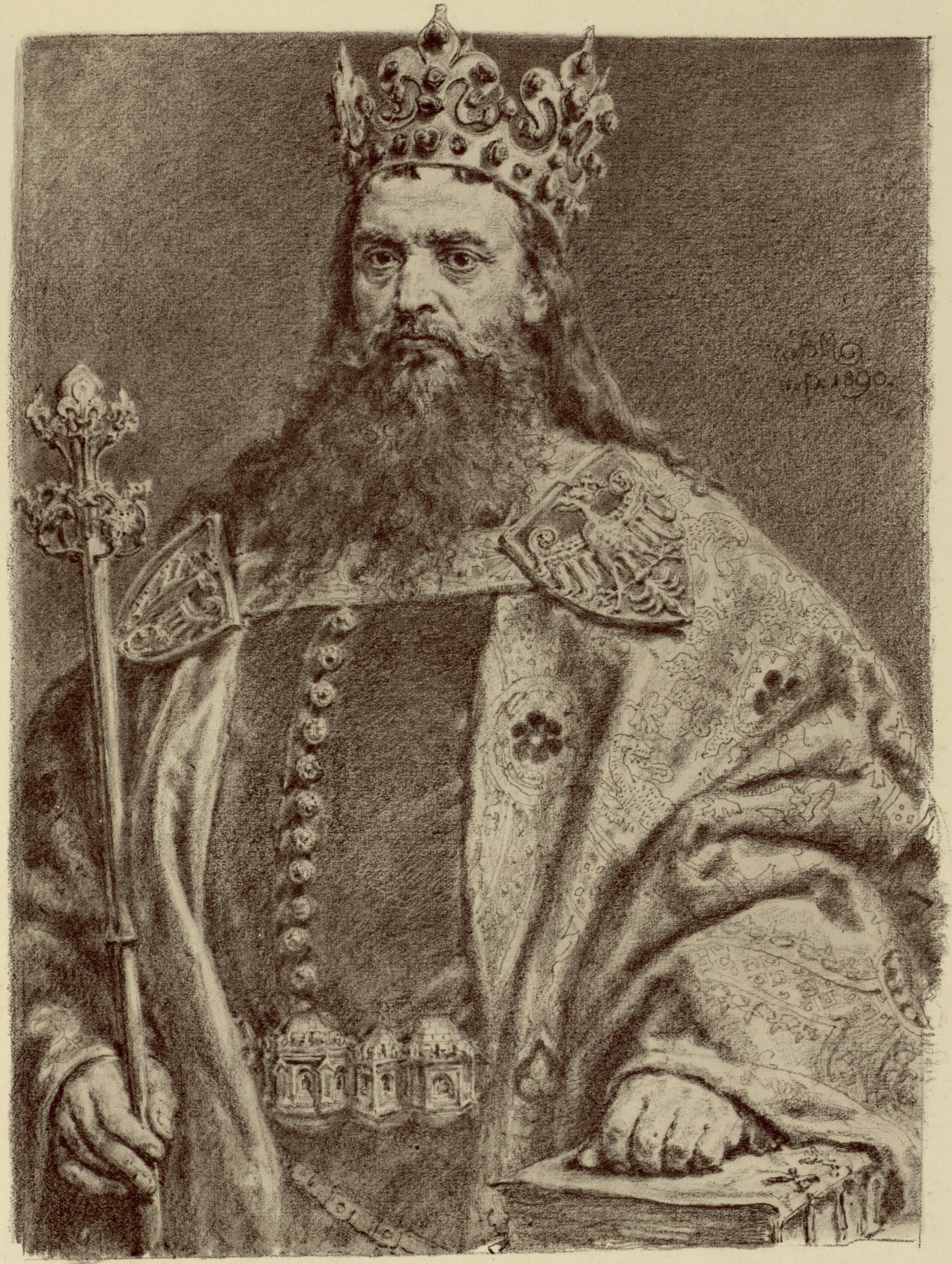
Casimir III de Pologne.

Certains souverains portent un qualificatif particulier :
- le roi du Maroc est le Commandeur des croyants (amir al mouminine)
- le roi d'Arménie portait le titre de Garant de la Foi Orthodoxe depuis 301 (date de la conversion au christianisme du pays).
- le roi de Hongrie, empereur d'Autriche, est le Roi apostolique ;
- les souverains d'Angleterre sont les Défenseurs de la foi ;
- les souverains d'Espagne sont les Rois catholiques (depuis la fin du XVe siècle) ;
- Les rois du Royaume de La'djo en Afrique centrale portent le nom de Fon ;
- le roi de Portugal est Roi très fidèle ;
- le Négus, souverain éthiopien, et le Shah, souverain perse, étaient tous deux qualifiés de Roi des rois (Shahinshah pour l'Iran, Negusä nägäst pour l'Éthiopie). Leurs monarchies étaient les deux plus anciennes du monde à n'avoir pas connu d'interruption — bien qu'elles aient subi des renversements de dynastie —, depuis 2 500 ans, jusqu’à leur disparition dans la seconde moitié du XXe siècle ;
- les rois de France sont les Rois très chrétiens (ou le Très chrétien).

## Pouvoirs particuliers
Les pouvoirs censés appartenir aux rois thaumaturges en sont l'exemple le plus marquant ; ainsi le pouvoir guérisseur de la maladie des écrouelles attribué au roi de France et d'Angleterre, étudié par l'historien Marc Bloch.

## Animaux
Chez les termites, le roi et la reine représentent le couple d'adultes fondateurs d'une colonie.

## Jeux
- Dans certains jeux de cartes, le roi est la carte de meilleure valeur après l'as, et cela dans chaque couleur.
- Le roi, ou mise, est également le nom d'une variante du jass, où le roi est désigné par un système d'enchères. Les autres joueurs font alors équipe contre le roi.
- Aux échecs, le roi est la pièce maîtresse, le jeu consistant à menacer le roi adverse (on dit que le roi est mis « en échec »). La fin de la partie est atteinte quand celui-ci n'a plus aucun moyen d'échapper à la prise (il y a alors « échec et mat »). Parfois le roi n'est pas menacé par un échec, mais est obligé de se mettre en prise au coup suivant (il est interdit de passer son tour aux échecs). On dit alors que la partie est nulle. C'est un pat.